# Lars Johan Werle
Lars Johan Werle (23 de juny de 1926 - 3 d'agost de 2001) fou un compositor modernista suec.

## Vida i carrera
Werle va néixer en Gävle, Suècia, i va fer estudis autodidacte fins que va anar a estudiar musicologia a la Universitat de Uppsala de 1948–1950, i llavors contrapunt amb Sven-Erik Bäck de 1949–1952 va cantar en el cor Bel Canto, va ser actiu com a músic de jazz, i va treballar com a productor per la Ràdio sueca de 1958–1970, per després esdevenir professor a l'Escola de Teatre de Música Nacional, i a partir del 1977 a la Gothenburg Acadèmia de Música.
Werle va ser conegut pel seu avantgardisme, per la seva composició post-webernià Pentagram per quartet de corda que va guanyar el primer premi al Gaudeamus Festival en Bilthoven el 1960. Va esdevenir conegut per la seva música vocal i coral, així com per les seves òperes, com Drömmen om Thérèse i Resan, aquesta última feta en col·laboració amb el grup de rock psicodèlic Mecki Mark Homes. Werle també va compondre la música de les pel·lícules de Ingmar Bergman, Persona i Vargtimmen.

## Obres seleccionades

### Orquestra
- Sinfonia da camera (1961)
- Summer Music per a piano i cordes (1965)
- Zodiac, ballet (1966)
- Vaggsång för jorden (1977)

### Cambra
- Pentagram, per quartet de corda (1960)

### Vocal
- Nattjakt, per a soprano i orquestra (1973)
- Smultronvisa, per a veu, flauta i cordes (1976)

### Òpera
- Drömmen om Thérèse (1964)
- Resan amb Mecki Mark Men (1969)
- Tintomara (1973)